# Конгресс южноафриканских профсоюзов
Конгресс южноафриканских профсоюзов (англ. Congress of South African Trade Unions, COSATU) — крупнейшее (из трех) профсоюзное объединение рабочих ЮАР. Основан 1 декабря 1985 года, объединяет 21 профсоюз, членами которых в общей сложности являются 1,8 млн человек. Входит в альянс с Африканским национальным конгрессом и Южно-Африканской коммунистической партией. Президентом является Мадиша Вилли.
Конгресс с 2012 года присоединился к Всемирной федерации профсоюзов, ориентированной на классовую борьбу (сохранив членство в Международной конфедерации профсоюзов). На проходившем в Дурбане конгрессе 2016 года, Майкл Маквейба был избран президентом Всемирной федерации профсоюзов.

## Логотип организации
Колесо в логотипе представляет собой экономику. Золотой цвет колеса представляет богатство страны. Люди, подталкивающие колесо, состоящие из двух мужчин и женщин, несущих ребенка, представляют собой проблемы, с которыми сталкиваются работники. Среди проблем: расовое и гендерное угнетение, а также экономическая эксплуатация. Люди сделаны черным цветом потому, что они представляют борьбу черного населения против расового угнетения. Люди содержат красный флаг, который представляет рабочий класс.